# Indokinesisk barbett
Indokinesisk barbett (Psilopogon annamensis) är en fågel i familjen asiatiska barbetter inom ordningen hackspettartade fåglar.

## Utbredning och systematik
Fågeln återfinns i södra och östra Laos och Vietnam. Den behandlas som monotypisk, det vill säga att den inte delas in i några underarter. Tidigare betraktades den vara en underart till svartbrynad barbett (P. oorti) och vissa gör det fortfarande.

### Släktestillhörighet
Arten placerades tidigare liksom de allra flesta asiatiska barbetter i släktet Megalaima, men DNA-studier visar att eldtofsbarbetten (Psilopogon pyrolophus) är en del av Megalaima. Eftersom Psilopogon har prioritet före Megalaima, det vill säga namngavs före, inkluderas numera det senare släktet i det förra.

## Status och hot
Arten har ett stort utbredningsområde, men tros minska i antal, dock inte tillräckligt kraftigt för att den ska betraktas som hotad. Internationella naturvårdsunionen IUCN listar därför arten som livskraftig (LC).